# NGC 2328
NGC 2328 is een elliptisch sterrenstelsel in het sterrenbeeld Achtersteven. Het hemelobject werd op 1 januari 1835 ontdekt door de Britse astronoom John Herschel.

## Synoniemen
- ESO 309-16
- MCG -7-15-2
- IRAS07010-4159
- PGC 20046